# Шарова, Мария Ивановна
Мария Ивановна Шарова (17 марта 1928 года — 27 января 2015 года) — ткачиха Ореховского хлопчатобумажного комбината имени Николаевой, Московская область. Герой Социалистического Труда (1971). «Заслуженный работник легкой промышленности РСФСР», «Почетный гражданин города Орехово-Зуево».

## Биография
Родилась 17 марта 1928 года в селе Алгасово Алгасовского района Тамбовской области. Окончила 9 классов средней школы, курсы бухгалтеров. Работала в местном отделении Госбанка. В 1947 году уехала в Москву, где поступила на должность монтажницы-табельщицы в Мосэнерго, освоила сварочное дело.
В 1949 году переехала в город Орехово-Зуево Московской области. В ноябре 1949 года устроилась работать на ткацкую фабрику № 3, где стала одной из лучших советских ткачих. За свою долгую и плодотворную жизнь неоднократно награждалась знаками отличника соцсоревнования, победителя и ударника пятилеток.
С 1962 года избиралась членом партбюро фабрики. Кроме того, избиралась членом парткома комбината, вела большую работу в профсоюзной организации. В течение пяти лет — член Всесоюзного центрального совета профессиональных союзов, в течение 20 лет — член отраслевого областного комитета. Делегировалась на XV и XVI съезды профсоюзов СССР, избиралась депутатом Орехово-Зуевского городского Совета народных депутатов.
Указом Президиума Верховного Совета СССР от 5 апреля 1971 года за выдающиеся успехи в досрочном выполнении заданий пятилетнего плана и большой творческий вклад в развитие производства тканей, трикотажа, обуви, швейных изделий и другой продукции легкой промышленности Шаровой Марии Ивановне присвоено звание Героя Социалистического Труда с вручением ордена Ленина и золотой медали «Серп и Молот».
С 1976 года работала инструктором производственного обучения, все свои силы, знания и профессиональный опыт передавая молодым специалистам. В 1979 году она получила свидетельство «Лучший наставник Ореховского комбината». Заслуженный работник лёгкой промышленности РСФСР (звание присвоено в июне 1981 года). Почётный гражданин города Орехово-Зуево с января 1981 года.
Проработав 45 лет на Ореховском хлопчатобумажном комбинате имени Николаевой, вышла на пенсию. Находясь на пенсии, возглавляла Совет ветеранов ткацкой фабрики № 3, являлась членом Орехово-Зуевского городского Совета ветеранов войны, труда и вооруженных сил. Умерла 27 января 2015 года.

## Награды
Награждена орденом Ленина (05.04.1971), орденом Трудового Красного Знамени (1966).